# Niklaus Lenherr
Niklaus Lenherr (* 1. Februar 1957 in Menziken AG) ist ein Schweizer Künstler. Sein Werk umfasst Performance, Objekte und Multiples, Installationen, Fotografie, Konzepte, Druckgraphiken, Kunst im öffentlichen Raum und Vermittlung.

## Leben und Werk
Niklaus Lenherr wuchs in einfachen Verhältnissen auf. 1969 zog die Kleinfamilie Lenherr nach Reussbühl (Luzern) um, denn der Vater bekam eine Stelle im Stahlwerk. 1976 lernte Niklaus Lenherr in der Rekrutenschule in Fribourg Albert Schnyder Burghartz kennen und seither verbindet ihn eine Freundschaft mit dem Historiker und Geographen aus Basel. Von 1977 bis 1980 besuchte Niklaus Lenherr die F+F Schule für experimentelle Gestaltung in Zürich. Hansjörg Mattmüller sowie Serge und Doris Stauffer waren wichtige Begleitpersonen. Sie bestärkten ihn in seinen Bestrebungen, dass Kunst nicht per se ein elitäres Statussymbol zu sein hat.
Friedrich Dürrenmatts literarische Werke prägten sein späteres Schaffen, wie auch diejenigen von Klaus Merz, Hermann Burger oder Peter Bichsel. Die Auseinandersetzung mit Paul Klee, Marcel Duchamp, Le Corbusier, Walter De Maria, Fluxus, Minimal Music oder Pina Bausch waren wichtige Impulsgeber für sein künstlerisches Werk. Ein ganz anderer, markanter Einfluss war die Faszination von Baustellen, das orchestrierte Zusammenspiel von Menschen, Maschinen und Materialien, das ihn bis heute beschäftigt.
1980 gewann er den Zuschlag zu einem künstlerischen Projekt für die Neubauten der psychiatrischen Klinik St. Urban und realisierte dieses in den folgenden Jahren. Das war auch der Beginn seiner künstlerischen Selbständigkeit. Ab 1985 arbeitete Niklaus Lenherr ausschliesslich mit Bau-Schal-Tafeln und realisierte Installationen im Innen- und Aussenraum oder schuf grossformatige Druckgraphiken. Von 1989 bis 1994 lebte er in Paris. Er erhielt 1993 und 1994 ein Eidgenössisches Kunststipendium. Von 1995 bis 1997 war er Stipendiat am Istituto Svizzero di Roma.
Der Künstler bezieht seit langen Jahren Musiker und Schriftsteller in seinen Werkprozess ein. Aus diesem Zusammenarbeiten u. a. mit Jan Koneffke, Friederike Kretzen, Klaus Merz, Zsuzsanna Gahse, Camille Schlosser oder Max Huwyler entstanden zahlreiche Ausstellungsobjekte oder Publikationen.
Niklaus Lenherr erhielt verschiedene Auszeichnungen, er ist mit Interventionen, Realisationen und Kunst im öffentlichen Raum präsent.
1985 erfolgte die Geburt seines Sohne. Seit 1999 lebt er wieder in Luzern und arbeitet mit meist kunstfernen, industriell gefertigten Materialien, wie Plastik, Plexiglas, Schaumstoffen, Gitternetzen und Absperrzäunen.
Niklaus Lenherr kuratierte mehrere Ausstellungen u. a. mit Franz Fedier. 2012 schloss er an der ZHAW in Winterthur einen MAS in Kulturmanagement ab. Er ist Initiant und Projektleiter von «Literatur mobil» und realisierte u. a. «Mit Poesie auf Berg- und Talfahrt» mit den Urner Seilbahnen 2014, «Wort und Wein» 2016 und «2019 meets 1919 – der mobile, temporäre Lyrik-Weg» (Jubiläum 100 Jahre Literaturnobelpreis von Carl Spitteler).
Seit 2015 sichten Albert Schnyder und Niklaus Lenherr das künstlerische Werk und reduzieren die vielen Werke und Überproduktion gemeinsam in sogenannten «Kassationen». Audio- und Video-Aufnahmen dokumentieren diesen Prozess. Niklaus Lenherr ist als Künstler und Literaturvermittler weiterhin präsent.

## Ausstellungen (Auswahl)
- 1985: «Einsichten», Wanderausstellung, Sarnen, Zug, Altdorf (Kat.)
- 1991: Kunst-Zone im Hof, Luzern (Kat.)
- 1994: «10 Innerschweizer Bildhauer», Parc Stagni, Chêne-Bougeries (Kat.)
- 1997: «Regel und Abweichung», Haus für konstruktive und konkrete Kunst Zürich
- 1998: «Règle et déviance – Constructivisme en Suisse 1960–1997», Musée d’art et d’histoire, Neuchâtel (Kat.)
- 2002: «SICHTEN,» Nidwaldner Museum, Stans (Kat.)
- 2004: «Grenzfall Schweiz – internationales Kunstprojekt ZOLL – DOUANE», Speicherstadt Hamburg (Kat.)
- 2005: «erste.Retrospektive», im «erstes.WetzMuseum», KKL, Uffikon
- 2007: «F I F T Y,» Kunstpanorama, Luzern (Kat.)
- 2010: «Kunst am Wasser – entlang der Aare», Münsingen (Kat.) Edition 5 Erstfeld, Haus für Kunst Uri, Altdorf (Kat.)
- 2015: «Vorsicht Baustelle», Sankturbanhof, Sursee
- 2020: «Kunst-Stoff Plastik», Hans Erni Museum, Luzern (Kat.)